# Station Gaworzyce
Station Gaworzyce is een spoorwegstation in de Poolse plaats Gaworzyce.